# Aspidiotus kennedyae
Aspidiotus kennedyae är en insektsart som först beskrevs av Jean Baptiste Boisduval 1867.  Aspidiotus kennedyae ingår i släktet Aspidiotus och familjen pansarsköldlöss. Inga underarter finns listade i Catalogue of Life.